# بهاء الدين محمد الندوي
بهاء الدين محمد جمال الدين الندوي (و. 1370 ه‍ـ / 1951 م)، مفكر إسلامي وداعية كبير أحد أبرز علماء أهل السنة والجماعة ضمن قائمة 500 شخصية إسلامية أكثر تأثيرا على مستوى العالم لأعوام 2012، 2013 و2014. وعالم فاضل مشارك في شتى العلوم والفنون، ونائب رئيس جامعة دار الهدى الإسلامية،  كيرلا الهند، وعضو الاتحاد العالمي لعلماء المسلمين، وأمين العام لجمعية المعلّمين لعموم كيرلا، 

## اسمه ونسبه
هو بهاء الدين بن محمد جمال الدين بن كوياكوتي بن كويا عمر بن كنجي أحمد المليباري الكوريادي مولدا والتشمادي مسكنا،

## ميلاده ونشأته
ولد بقرية كورياد قرب كوتاكل من مقاطعة مالابورم بولاية كيرالا، الهند، عام 1951م / 1371هـ في أسرة مشهورة بالعلم والدين، ابنا للعالم الصوفي محمد جمال الدين والصالحة الحاجة فاطمة. واشتهر جدّه للأم الشيخ زين الدين بن أحمد المعروف باسم تينو مسليار كعالم وصوفي. فكان من حسن حظه ان نشأ في بيئة علمية وثقافة دينية.
لقد كان تعلمه الابتدائي من جدّه الشيخ تينو مسليار الصوفي الشهير. ثم التحق في مدرسة القرية، ثم توالى دراسته في بعض دروس المساجد والمعاهد الحكومية. وبعد هذه التعاليم التحق عام 1972م بالجامعة النورية العربية، في كيرالا وتخرج منها سنة 1974م بلقب «المولوي الفاضل الفيضي». وفي سنة 1979م نال شهادة «أفضل العلماء» في اللغة العربية من جامعة كاليكوت بالهند كما نال شهادة الدبلوم في تدريس اللغة العربية من لدى حكومة كيرالا عام 1971م. واشتغل في هذه الفترة بخدمات تعليمية في بعض المدارس والكليات.
ثم ارتحل الشيخ في سنّه الثلاثين إلى شمال الهند لمتابعة دراسته في دار العلوم ندوة العلماء بلكهنو في ولاية أترابرديش، فنال شهادة «العالمية» في اللغة العربية والإسلاميات عام 1981م كما نال شهادة التخصص في اللغة العربية عام 1983م. وبعد ذلك، التحق بجامعة علي كره الإسلامية وفاز بشهادة الماجستير في الأدب العربي عام 1987م.
ثم رجع إلى بلده والتحق بجامعة كاليكوت ونال الدكتوراه من قسم اللغة العربية بجامعة كاليكوت سنة 1993م. وفي عام 1996م نال الزمالة العلمية بعد الدكتوراه من نفس الجامعة. وفي عام 1998م ارتحل إلى الأزهر الشريف بمصر والتحق بالدورة التدريبية للأئمة والدعاة ونال شهادتها.
ففي هذه الفترة الدراسية، أخذ الشيخ، العلوم الدينية والمادية من علماء كبار وأساتذة أجلاء كالشيخ أبي الحسن الندوي والشيخ شمس العلماء أي.كي. أبي بكر المسليار والشيخ د/ محمد سيد طنطاوي- شيخ الأزهر السابق- ود/ علي جمعة محمد- مفتي مصر السابق- والشيخ س. اتش. عيدروس المسليار والشيخ أبي بكر المسليار الكوتمالي والشيخ محمد الرابع الحسني الندوي والشيخ سعيد الرحمن الأعظمي وأمثالهم. فلم يأل جهدا في هذه الفترة في تعلم العلوم الدينية والمادية حتى صار متضلعا في علم التفسير وعلم الحديث وعلم الفقه وعلم التاريخ والأدب العربي وغيرها من العلوم، وأصبح أديبا بارعا وخطيبا مؤثرا في اللغة العربية وفي اللغة المليبارية.

## حياته العلمية وجهوده الدعوية
له دور هام في تأسيس جامعة دار الهدى الإسلامية كما أنه الآن يخدم الجامعة في دجة نائب الرئيس، وهو ركن فعّال في شتى الجمعيّات والكلّيات الإسلامية في بلاد الهند، كما أنه امين عام لمجلس جمعية المعلّمين المركزي، وهو عضو في لجنة تعليم الدين الإسلامي لعموم الهند ولجنة شؤون الحج لولاية كيرالا ولجنة المناهج الدراسية للمدارس الحكومية بولاية كيرلا وغيرها، ويقوم برئاسة التحرير لمجلة إنجليزية المنظر الإسلامي (Islamic Insight International Journal of Islamic Studies)  ولمجلتين في اللغة المليبارية: مجلة تليجشم (الضوء)  الصادرة من جامعة دار الهدى الإسلامية ومجلة سنتشدا كودوميم (الأسرة الإسلامية) الصادرة تحت رئاسة جمعية المعلمين لعموم كيرالا، 

### مناصبه الرسمية
| رقم | المكان | المدة                |
| --- | --- | -------------------- |
| 1   | نائب رئيس جامعة دار الهدى الإسلامية، الهند                                                                            | 2009 م إلى يومنا هذا |
| 2   | عضو في الاتحاد العالمي لعلماء المسلمين                                                                                | 2010 م إلى يومنا هذا |
| 3   | الأمين العام للجنة المركزية لجمعية المعلمين لعموم كيرالا                                                              | 2005 م إلى يومنا هذا |
| 4   | رئيس التحرير لـ"النظر الإسلامي" المجلة الدولية للدراسات الإسلامية في الإنجليزية، الصادرة من جامعة دار الهدى الإٍسلامية | 2004 م إلى يومنا هذا |
| 5   | رئيس التحرير لمجلة " الضياء" الشهرية في اللغة المليبارية                                                              | 1999م إلى يومنا هذا  |
| 6   | رئيس التحرير لمجلة "الأسرة السعيدة" الشهرية في اللغة المليبارية                                                       | 2002 م إلى يومنا هذا |
| 7   | مدير مجلس الدعوة الإسلامية، كيرالا، الهند                                                                             | 1983 م إلى يومنا هذا |
| 8   | مدير سوفرباتم اليومية المليبارية                                                                                      | 2014 م إلى يومنا هذا |
| 9   | عضو تنفيذي في المجلس التعليمي الإسلامي لعموم كيرالا                                                                   | 1995 م إلى يومنا هذا |
| 10  | رئيس المستشارين لمجلة النهضة العربية-الدعوية الفكرية                                                                  | 2006 م إلى يومنا هذا |
| 11  | رئيس المستشارين لكلية قوة الإسلام العربية، ممبي                                                                       | 2005 م إلى يومنا هذا |
| 12  | عضو المجلس التعليمي بالجامعة البخارية العربية، ويندالور، مدراس تامل نادو                                              | 2008 م إلى يومنا هذا |
| 13  | عضو المجلس التنفيذي لكلية منهج الهدى الإسلامية، بونكانور، آندرابرديش، الهند                                           | 2007 م إلى يومنا هذا |
| 14  | عضو لجنة الحرم الجامعي الفرعي في بيربهوم، كلكتا، الهند                                                                | 2011 م إلى يومنا هذا |
| 15  | عضو مجلس المشاورة لجمعية العلماء لعموم كيرالا، الهند                                                                  | 2016 م إلى يومنا هذا |

## جوائز حصل عليها
- اختاره المركز الملكي للدراسات الإسلامية الإستراتيجية من عمان، أردن مع تعاون جامعة جورج تاون من الولايات المتحدة الأمريكية واحدا ضمن قائمة 500 شخصية إسلامية أكثر تأثيرا على مستوى العالم لأعوام 2012، 2013 و2014.[1]
- اختير النجم المسلم بعام 2012، واختاره موقع مصري اون إسلام.نت [10]
- جائزة جيحون من الإمارات العربية المتحدة، سنة 2009 م
- جائزة المحبة السعادية من المركز السنّي في الكويت سنة 2008 [11]
- جائزة التفوق لخدماته النبيلة في مجال الدعوة الإسلامية داخل الهند وخارجها ومساهماته القيمة في العلوم الإسلامية والتعليم الديني- جمعية الشبان السنيين، فرع المملكة العربية السعودية، 2014م.
- تمّ اختياره مرّتين كواحد من الشخصيات 500 الأكثر نفوذا في العالم الإسلامي في عامي 2012 و2013م، وفق إحصائية حصرية تمّ نشرها عن المركز الملكي للدراسات الاستراتيجية بعمّان، الأردن مع التعاون بجامعة جورج تاون من الولايات المتحدة الأمريكية
- جائزة التفوّق للخدمات النبيلة في مجال الدعوة والإرشاد ومساهماته القيمة في العلوم الإسلامية والتعليم الديني- مجلس سمستا كيرالا لأهل السنة، فرع الإمارات العربية المتحدة، 2013م.
- تمّ اختياره كواحد من علماء الإسلام العالمي بصفة النجم المسلم المؤثر من الهند سنة 2012م وفق إحصائية أجراها أون إسلام.نت
- زمالة جامعة العلوم الحديثة بماليزيا 2012م
- جائزة التفوق «الهدى» للخدمات التعليمية والإسلامية وللنشاطات الدفاعية تجاه المرتزقين بالمعتقدات الدينية، مركز الشبان السنيين، الإمارات، 2012م
- جائزة «النابغ» للنشاطات التعليمية من الجامعة النورية العربية، الهند، بمناسبة اليوبيل الذهبي، 2012م.
- جائزة «جيحون» للداعية الإسلامي، 2009م.
- جائزة التفوق «المحبة» للخدمات التعليمية والدينية من مجلس مسلمي الهند بالكويت، 2008م.
- جائزة المخدوم لكتاب «الدعوة الإسلامية في العصر الراهن» من جمعية خريجي الجامعة النورية.

## تصانيفه
لقد صنف وترجم وحرر كتبا ورسائل كثيرة في اللغات المليبارية والعربية والإنجليزية يبلغ عددها أكثر من مائة، من أهمها:
| رقم | اسم الكتاب بالعربية                 | اسم الكتاب بالحقيقة            | معنى الاسم بالعربية                                            | موضوع الكتاب                                         |
| --- | ----------------------------------- | ------------------------------ | -------------------------------------------------------------- | ---------------------------------------------------- |
| 1   | تصوف ارو سمكرا بدنم                 | തസ്വവ്വുഫ് ഒരു സമഗ്ര പഠനം             | التصوف: دراسة وافرة                                            | التصوف                                               |
| 2   | الأدب المفرد مليال برباش            | അല്‍ അദബുല്‍ മുഫ്റദ്‍ മലയാള പരിഭാഷ            | ترجمة كتاب " الأدب المفرد" للإمام البخاري إلى اللغة المليبارية | التصوف                                               |
| 3   | فقه الأطفال                         | فقه الأطفال                    | فقه الأطفال                                                    | الفقه الشافعي                                        |
| 4   | مختار الأخلاق والآداب               | مختار الأخلاق والآداب          | مختار الأخلاق والآداب                                          | الاخلاق                                              |
| 5   | تاريخ الأدب العربي                  | تاريخ الأدب العربي             | تاريخ الأدب العربي                                             | الأدب العربي                                         |
| 6   | إنباء المعرفين بأنباء المصنفين      | إنباء المعرفين بأنباء المصنفين | إنباء المعرفين بأنباء المصنفين                                 | تاريخ المصنفين                                       |
| 7   | اسلامم كرستيانتيم                   | Islam and Christianity         | الإسلام والمسيحية                                              | دراسة مقارنة بين الإسلام والمسيحية                   |
| 8   | معراج جرتروم سنديشوم                | മിഅ്റാജ് ചരിത്രവും സന്ദേശവും               | المعراج: تاريخه ورسالته                                        | دراسة عن المعراج النبوية                             |
| 9   | متابداكل بديدكل                     | മാതാപിതാക്കള്‍ ബാധ്യതകള്‍                  | الوالدان وحقهما                                                | الاخلاق                                              |
| 10  | محرر، ممبرم تنغل جيوتم اتميت بوراتم | മമ്പുറം തങ്ങള്‍ ജീവിതം ആത്മീയത പോരാട്ടം        | السيد علوي المنفرمي حياته، روحيته، كفاحه                       | تاريخ السيد                                          |
| 11  | نبدن اكوشم لوك راشترنكلل            | നബിദിനാഘോഷം ലോകരാഷ്ട്രങ്ങളില്‍              | الإحتفال بالمولد النبوي ومظاهره في العالم                      | تاريخ الإحتفال                                       |
| 12  | ايها الولد المحب                    | ايها الولد المحب               | ايها الولد المحب                                               | تعليق وتحقيق لكتاب "أيها الولد المحب" للإمام الغزالي |

|-
|12
|وشدقرآن وورتنم 
|വിശുദ്ധ ഖുര്‍ആന്‍ വിവര്‍ത്തനം
|ترجمة معاني القرآن الكريم 
|ترجمة معاني القرآن الكريم في اللغة المليالم
|}
|-
|13
|قطاف ثمار الملخين في شرح صحاح الشيخين 
|قطاف ثمار الملخين في شرح صحاح الشيخين 
|قطاف ثمار الملخين في شرح صحاح الشيخين 
|الشروح والتعليقات لمحموعة من الأحاديث النبوية والذي جمعه العلامة أبوالحق محمد عبد الباري
|}

## المؤتمرات والندوات
لقد ألقى عدّة محاضرات دينية وعلمية وثقافية في ولاية كيرالا وفي الولايات الهندية المختلفة، كما ألقى محاضرات دينية وثقافية وشارك في عدد من المؤتمرات والندوات وورشات العمل خارج الهند مثل الإمارات وعمان وقطر والسعودية والكويت والبحرين وأمريكا وبريطانيا ومصر، ومن أهمها:
- شارك في مؤتمر السلام العالمي، سيول، كوريا الجنوبية، 2014

ألقى محاضرة حول «كيفية انعكاس حادثة الغدير» في طهران بمناسبة مؤتمر الغدير الدولي في أكتوبر 2013.
- المؤتمر العالمي العاشر حول دور النبوة ومكانتها في البحث عن الحقيقة من منظور رسائل النور، 22 – 24 أيلول / سبتمبر 2013 والقى محاضرة حول " إثبات الرسالة المحمدية وتوضيحها العقلي.
- حضر مؤتمر علماء الأمة الإسلامية التابع لمنظمة المؤتمر الإسلامي والتي تم عقده في جمهورية السنغال، غرب افريقا في يونيو 2011م.
- شارك في مؤتمر حوار الأديان الدولي التاسع والمنعقد في دولة قطر في أكتوبر، عام 2011م.
- نزل في الإمارات على ضيافة صاحب السموّ الشيخ خليفة بن زايد آل نهيان، رئيس دولة الإمارات العربية المتحدة في عام 2009م ضمن مشروع «ضيوف رئيس الدولة في رمضان» وقام بإلقاء المحاضرات للجالية المليبارية في أبوظبي وخارجها.
- المؤتمرالعام 19 و20 للمجلس الأعلى للشؤون الإسلامية بوزارة الأوقاف المصرية في القاهرة في ربيع الأول عام 1428 و1429هـ.
- ألقى محاضرة حول «الإعجاز في القرآن» في دبي بمناسبة جائزة دبي الدولية للقرآن الكريم في رمضان 1427هـ.
- قام بزيارة الولايات المتحدة الأمريكية بدعوة من الوزراة الخارجية الأمريكية في برنامج زائر دولي سنة 2003.

## رحلاته
سافر إلى أكثر من ثلاثين دولة لإلقاء المحاضرات والوجدانات الاجتماعية والثقافية والنشاطات العلمية، منها: الأردن، ألمانيا، الإمارات، اندونيسيا، إيطاليا، إيران، البحرين، بلجيكا، بنغلاديش، تركيا، سريلنكا، المملكة العربية السعودية، سنغافورة، السنغال، سوريا، سويسرا، سلطنة عمان، الفاتيكان، فرنسا، فلسطين، قطر، الكويت، ليبيا، ماليزيا، جمهورية مصر العربية، المملكة المغربية، جمهورية السودان، كينيا، إثيوبيا، المالديف، المملكة المتحدة، موريتانيا، النمسا، هولندا، الولايات المتحدة الأمريكية وغيرها، 

## وصلات خارجية
- الترجمة الرسمي للدكتور بهاء الدين محمد الندوي
- الرسمي لجامعة دار الهدى الإسلامية